# Anthrenus ineptus
Anthrenus ineptus is een keversoort uit de familie spektorren (Dermestidae). De wetenschappelijke naam van de soort werd in 2004 gepubliceerd door Háva & Tezcan.